# Fatih Alev
Muhammed Fatih Dursun Alev (født 8. december 1972 i Ishøj) er en dansk imam, forfatter og foredragsholder.

## Biografi
Fatih Alev er født i Ishøj af tyrkiske og cypriotiske forældre. Han blev landsformand for Foreningen af Studerende Muslimer (FASM) ved foreningens stiftelse i 2000 har været bestyrelsesmedlem i Islamisk-Kristent studiecenter, er imam i Dansk Islamisk Center og har også virket som imam i moskeen på Hejrevej 38 i det nordvestlige København, hvor han prædikede på dansk. 
Som ung imam stiftede han Moskeforeningen sammen med Abdul Wahid Pedersen. De ønskede at få unge muslimer til at forstå og leve deres danske hverdagsliv med afsæt i islam i stedet for at dyrke deres tro afsondret fra det omkringliggende samfund. Deres tilgang til en "dansk islam" appellerede ifølge religionsforskeren Jesper Petersen til en generation af unge indvandrere, der ligesom Alev stod med et ben i hver lejr.
Også senere har han hyppigt markeret sig som debattør i den offentlige debat om islam, både på tv og med indlæg i aviser og bøger, hvor han bl.a. har redegjort for, at han ikke ser nogen konflikt mellem danskhed og islamiske værdier. Fatih Alev har skrevet bl.a. i Politiken og har bidraget til debat-antologien Islam i Bevægelse, der udkom i 2003. 
I 2006 var han med i DR's programserie "Troens rødder".

## Holdninger
Fatih Alev en ivrig forsvarer af den tyrkiske præsident Erdogans religiøse AK-parti. Han er formand for Unionen af Europæiske Tyrkiske Demokrater (UETD), der er erklæret politisk uafhængig, men kritiseres for reelt at være AKP's forlængede arm i lande med større tyrkiske mindretal.
Fatih Alev har ikke entydigt taget afstand fra stening. Han har udtalt at, islamiske skrifter i haditherne, udtaler klart, at man skal straffe utroskab med stening, men at straffen ikke vil være aktuel særlig ofte, fordi ”fire øjenvidner skal se penis gå ind i vagina”, forklarede han. I en anden kontekst sagde han: ”Det er en meget brutal form for straf. Men det er ikke vores egen mening om, hvad der er brutalt eller ej, der skal være bestemmende for, hvad det er, vi praktiserer”, og at ”islamiske retsregler er kun relevante for islamiske samfund og altså ikke i Danmark”.
Fatih Alev har argumenteret for nødvendigheden af en ”bedre tone” i debatten om muslimerne, og at have fokus på gensidig forståelse og øget integration mellem muslimer og danskerne. Han skrev bl.a.: ”Det er en fællesopgave for de progressivt og fornuftigt tænkende personer i begge samfundsgrupper at arbejde for at komme disse fordomme og myter om hinanden til livs. Vi kan ikke basere et fællesskab på gensidig mistillid grundet misforståelser”. Han har også givet udtryk for, hvordan han som barn oplevede konfrontationer mellem sin tro og den danske kultur. Bl.a. lærte han ikke at svømme som barn, på grund af nøgenhed, og undgik dele af biologiundervisningen, der handlede om sex. Det var på baggrund af sådanne udfordringer mellem islam og dansk kultur, at han sammen med Abdul Wahid Pedersen grundlagde det, Jesper Petersen, der har forsket i muslimske miljøer i Danmark, kalder »dansk islam«. Ifølge Petersen spillede Alev som ung imam en central rolle i et progressivt nybrud i dansk islam. Men samtidig har han haft et underligt forhold til øvrighedssamfundet, hvor han skulle navigere mellem et dansk samfund og et konservativt muslimsk bagland, hvor Alev på den ene side, sammen med Abdul Wahid Pedersen, har forsvaret stening i muslimske lande, men på den anden side er blevet taget seriøst og inviteret i debatten. Men det har ændret sig siden, for hvor det i begyndelsen af 00’erne var primært højrefløjspolitikere, der betegnede Fatih Alev som islamist eller fundamentalist, har samfundets syn på Alev rykket sig, og Petersen anfører at ”Selv om Fatih Alev grundlæggende har fastholdt de samme holdninger, er der ingen tvivl om, at samfundets syn på Fatih Alev har rykket sig. I dag ser de fleste Fatih Alev og den gren af islam, han repræsenterer, som radikal eller ekstrem.”